# Вестфилд (Ајова)
Вестфилд (енгл. Westfield) град је у америчкој савезној држави Ајова. По попису становништва из 2010. у њему је живело 132 становника.

## Демографија
Према попису становништва из 2010. у граду је живело 132 становника, што је -57 (-30.2%) становника више него 2000. године.
| Група             | 2000.       | 2010.       |
| Белци             | 169 (89,4%) | 115 (87,1%) |
| Афроамериканци    | 0 (0,0%)    | 0 (0,0%)    |
| Азијати           | 2 (1,1%)    | 0 (0,0%)    |
| Хиспаноамериканци | 4 (2,1%)    | 7 (5,3%)    |
| Укупно            | 189         | 132         |